# Vytautas Bacevičius
Vytautas Bacevičius (Łódź, 9 september 1905 – New York, 15 januari 1970) was een Litouws-Pools pianist en componist.
Bacevičius was de zoon van een Litouwse vader en een Poolse moeder. Zijn eerste muzieklessen kreeg hij van zijn vader, Vincas Bacevičius. Vytautas was niet de enige muzikale nakomeling in de familie: zijn broer Kęstutis (Kiejstut) Bacevičius was een jaar ouder en zijn zus Grażyna Bacewicz vijf jaar jonger. Toen Vytautas negen jaar was vloeide de eerste compositie uit zijn pen en op zijn elfde volgde zijn eerste optreden, waarbij hij een eigen compositie vertolkte: Echo's van de oorlog (1916). Na de opleiding verzorgd door zijn vader ging hij studeren aan de Muziekacademie van Łódź. In 1926 rondde hij zijn studies piano en compositie af. Vlak na de afronding van zijn studie reisde hij af naar Kaunas, de toenmalige "tijdelijke hoofdstad" van Litouwen, waar hij aan de plaatselijke universiteit studeerde. Hij reisde vervolgens heen en weer tussen Kaunas en Parijs (hij woonde daar 3 jaar). In die laatste stad onderhield hij contacten met de componisten van de Parijse School en kreeg hij onder meer les van Nikolaj Tsjerepnin (compositie) en Santiago Riéra (piano). Hij verdeelde zijn aandacht tussen beide steden, maar trok ook de rest van Europa in om concerten te geven, al dan niet met eigen werk. Hij deed onder andere Parijs, Berlijn, Praag en Warschau aan.
De jaren 1926 tot 1939 worden betiteld als zijn Litouwse periode. In 1939 vertrok hij in eerste instantie naar Zuid-Amerika voor een aantal concerten en kon toen ineens niet meer terug vanwege het uitbreken van de Tweede Wereldoorlog en de inlijving van Litouwen door de Sovjet-Unie.
Hij belandde in de Verenigde Staten alwaar hij zijn brood verdiende met het geven van muzieklessen aan onder andere de conservatoria in New York en Brooklyn. Hij bleef componeren, maar men zag geen heil in zijn muziek. Zelf speelde hij als pianist een aantal keren in de Carnegie Hall. Een uitvoering van zijn 2de symfonie onder leiding van Leopold Stokowski haalde het net niet. Later vertrok hij nog een paar keer terug naar Litouwen om daar zijn werken uitgevoerd te krijgen, maar de Sovjet-autoriteiten zaten niet te wachten op muziek van emigranten dan wel nationalisten en ook daar lukte het tot zijn frustratie niet om zijn muziek, in dit geval zijn 6de symfonie uitgevoerd te krijgen. Als balling raakte Bacevičius zoals veel andere Balten tussen de wal en het schip. Zijn lot contrasteert sterk met dat van zijn jongere zuster Grażyna Bacewicz, die voor de Poolse identiteit koos en veel bekender zou worden.
Bacevičius componeerde ongeveer 75 werken, waaronder een opera, zes symfonieën, vijf concerten (vier voor piano, een voor viool) en natuurlijk veel pianowerken.  Zijn naam is verbonden aan het eerste pianoconcert van Litouwse bodem, zijn pianoconcert nr. 1 Sur les thèmes litauniens uit 1929. Zijn experimentele muziek uit de jaren dertig kan worden vergeleken met het futurisme, waartoe ook de Rus Aleksandr Mosolov behoorde. In zijn Amerikaanse jaren schreef hij door het hindoeïsme geïnspireerde "kosmische muziek".
Als pianist voerde Bacevičius vooral twintigste-eeuws werk uit. Hij had een voorkeur voor Debussy en Ravel en voor Litouwse componisten als Čiurlionis en Gruodis.
Bacevičius stierf in 1970 en ligt begraven op Cypress Hills in Brooklyn.

## Lijst van werken
- opus 1; 1924; Thema en 10 variaties
- opus 2; 1926; Symfonie nr. 1
- opus 3; 1926; Prelude
- opus 4; 1926; Pianosonate nr. 1
- opus 5; 1926; Poème contemplation (poeme nr 1)
- opus 6; 1926; Poème mystiques (poeme nr 2)
- opus 7; 1927; Poème astral; (poeme nr 3)
- opus 8; 1928; Cosmic poem
- opus 9
- opus 10; 1929; Poème nr. 4
- opus 11; 1929; De priesteres (Vaidilutė), opera
- opus 12; 1929; Pianoconcert nr. 1
- opus 13; 1929; Les Fourberies de Scapin (toneelmuziek)
- opus 14; 1932; Tourbillon de la vie
- opus 15; 1932; Valse-ballet
- opus 16; 1932; Poème electrique
- opus 17; 1933; Pianoconcert nr. 2
- opus 18; 1932; Premier mot
- opus 19; 1933; Etude nr 2
- opus 20; 1934; Deux grotesques
- opus 21; 1934; Duexième mot
- opus 22; 1934; Twee Litouwse liederen
- opus 23; 1934; Legierezza
- opus 24; 1934; Marche funebre
- opus 25; 1934; Miniature
- opus 26; 1934; Poème de la mer
- opus 27; 1934; Troisième mot
- opus 28; 1934; Capriccio
- opus 29; 1937; Meditation
- opus 30; 1937; Vision
- opus 31; 1938; Quatrième mot
- opus 32; 1940; Symfonie nr. 2 Della Guerra
- opus 33; 1944; Symfonie nr. 3
- opus 34; 1943; Grand fantaisie-impromptu
- opus 35; 1943; Vier Litouwse dansen
- opus 36;
- opus 37; 1943; Pianosonate nr 2
- opus 38; 1943; Twee preludes
- opus 39; 1944; Fantasie
- opus 40; 1944; Drie preludes
- opus 41; 1946; Drie momenten
- opus 42; 1946; Poème nr. 5
- opus 43; 1947; Etude nr. 4
- opus 44; 1949; Pianoconcert nr. 3
- opus 45; 1947; Strijkkwartet nr. 2
- opus 46; 1948; Toccata perpetuum mobile
- opus 47; 1949; Pianosuite nr. 1
- opus 48; 1950; Strijkkwartet nr. 3
- opus 49
- opus 50; 1951; Lentesuite
- opus 51; 1951; Vioolconcert
- opus 52; 1952; Pianosonate nr. 3
- opus 53; 1953; Pianosonate nr. 4
- opus 54; 1953; Symfonie nr. 4
- opus 55; 1954; Danse fantastique
- opus 56; 1954; Chanson trieste
- opus 57; 1955; Evocations
- opus 58; 1956; Symfonie nr. 5
- opus 59; 1956; Cinqième mot
- opus 60; 1956; Suite nr. 3
- opus 61; 1956; Etude nr. 5
- opus 62; 1956; Strijkkwartet nr. 4 / Vision
- opus 63;
- opus 64; 1958; Lentesuite voor orkest
- opus 65; 1959; poème cosmique
- opus 66; 1960; Symfonie nr. 6 Cosmique
- opus 67; 1962; Pianoconcert nr. 3 (Symphonie concertante)
- opus 68; 1964; Graphique
- opus 69;
- opus 70; 1964; Elysium
- opus 71; 1963; Rayons cosmiques
- opus 72; 1963; Sixième mot
- opus 73; 1966; Septième mot
- opus 74; 1966; Pianoconcert nr. 4
- opus 75; 1966; Trois pensées musicales

zonder opusnummer:
- 1954 Poeme  nr. 6
- 1943 Nights from the ocean
- 1928: At dawn
- 1925: Strijkkwartet nr. 1
- 1914 Podroz
- 1914 Tanec Djabelski
- Echoes of war
- Etude nr. 1

## Bron
- Lithuanian Music Information and Publishing Centre
- uitgave Toccata classics met zijn werk.